# Беннетт, Чарлз Харпер
Чарлз Ха́рпер Бе́ннетт (англ. Charles Harper Bennett; 1840, Лондон — 18 марта 1927, Сидней) — английский изобретатель, пионер фотографии.

## Биография
Разные источники дают очень неполную и противоречивую информацию.
Родился в 1840 году в Англии в одном из пригородов Лондона: по одним данным в Стретеме, по другим — в Клапеме. Отцом Чарлза был шляпный мастер Томас Беннетт (1805—1883). В юности Беннетт по одним данным работал в семейном бизнесе, по другим — изучал медицину. Уже в зрелом возрасте основал предприятие по производству химических реактивов, в частности — для фотографии.
В 1878 году Беннетт сделал главное изобретение своей жизни: на основе статьи, опубликованной в 1871 году Ричардом Личем Мэддоксом, предложившим использование желатина для покрытия фотопластинок, он разработал технологию изготовления и использования бромсеребряных желатиновых фотопластин. Желатиносеребряный фотопроцесс позволил существенно сократить время выдержки — до долей секунды. В марте 1878 года Беннетт провёл демонстрацию полученных новым методом фотографий в Фотографическом обществе южного Лондона (англ. South London Photographic Society), которая вызвала большой интерес. Почти сразу после этого изобретателем были опубликованы детали процесса производства новых фотопластин, который заключался в длительном нагреве обработанных желатином бромсеребряных пластинок в условиях избытка бромсеребра. В результате получались гораздо более светочувствительные пластины, чем при использовавшихся до того технологиях, что и позволило радикально сократить время выдержки. Вскоре началось массовое фабричное изготовление беннетовских фотопластинок.
Последние годы своей жизни изобретатель провёл в Австралии. Он погиб 18 марта 1927 года, сорвавшись со скалы Саут-Хед в Сиднее.

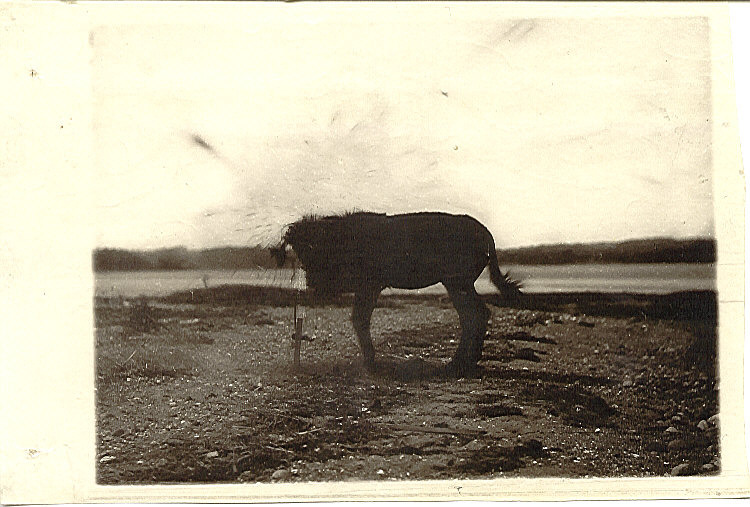
Фотографическое свидетельство убийства мула динамитом

## Фото со взрывом мула
Некоторые источники указывают Беннета как автора нашумевших фотографий со взрывом мула. Якобы Беннетт избрал весьма своеобразный способ для демонстрации возможностей своего изобретения: он взял живого мула и обвязал его голову динамитными шашками, при этом подача импульса по электрическому проводу на взрыватель была синхронизирована с затвором фотоаппарата Беннетта. В результате, фотограф якобы сделал фото разрываемой взрывом головы ещё стоявшего на ногах несчастного животного.
В действительности, данное событие произошло на американской военной базе Уиллеттс-Пойнт (ныне Форт-Тоттен, Куинс, Нью-Йорк) 6 июня 1881 года и было описано в журнале Scientific American в сентябре того же года со слов генерала Генри Л. Аббота. Сама фотография в журнале не была опубликована, — только две гравюры, изображающие эксперимент: мула до и в момент взрыва. Никаких данных об участии в этом мероприятии Чарлза Харпера Беннетта в журнале не приводится.